# Dobravščica
Dobravščica je potok, ki izvira na osamelca Rašice pod Visokim hribom, je desni pritok reke Pšata. Izvira v mali dolini, ki se odpira proti vzhodu, že visoko v dolini je Skladišče streliva Črnuče, dolino tu prečkajo daljnovodi Kleče–Podlog, Dobravščica dobiva številne male presihajoče pritoke. Na koncu doline Dobravščice se nahaja nekdanje samostojno naselje Dobrava pri Črnučah, ki je danes del Ljubljane, dolina odpre na Kamniškobistriško polje, kjer Dobravščica prečka cesto Črnuče–Trzin. Dobravščica se v Dragomlju izliva v Pšato, ima pa tudi povirni krak z imenom Motnica, ki prav tako izvira izpod Rašice in teče skozi trzinsko industrijsko cono.